# مقاطعة ماسون (كنتاكي)
مقاطعة ماسون (بالإنجليزية: Mason County)‏ هي إحدى المقاطعات في ولاية كنتاكي في الولايات المتحدة الأمريكية.

## أعلام
- جوشوا بيكر
- توماس مارشال
- جون روبرت بروكتر
- روي بين
- جوشوا بين